# 国策捜査
国策捜査（こくさくそうさ）とは、捜査方針を決める際に政治的意図や世論の動向にそって検察（おもに特捜検察）が適切な根拠を欠いたまま「まず訴追ありき」という方針で捜査を進めることをいう。そうした検察のあり様を批判するための用語であり、特に無罪判決が下った事件についての検察の捜査を批判するために使われる。捜査を進める場合だけでなく「捜査を控える」場合をも含めていうこともあるが、これらを区別して特に「逆国策捜査」ともいう。

## 概説
この用語は検察自身が使用していたものが逆に検察を批判する文脈で一般に使用されるようになったものである。もともとは、1996年のいわゆる住専事件において、公的資金投入に対する世論の反発を緩和するために政府主導で行われた一連の捜査を指して使用されはじめた。2005年には鈴木宗男事件で逮捕・起訴された外交官の佐藤優による手記『国家の罠』がベストセラーとなったことで一般に広く知られるようになる。
佐藤優 『国家の罠 外務省のラスプーチンと呼ばれて』 新潮社2005年には、取り調べにあたった特捜検事の西村尚芳の言葉として、「これは国策捜査。あなたが捕まった理由は簡単。あなたと鈴木宗男をつなげる事件を作るため」との記述がある。なお、これらの発言について、西村本人はのちに佐藤との対談で、当時「何らかの風が吹いていた」ことは感じていたが、あくまで一捜査官としての感想に過ぎないとしている。また、著書で取り上げられた取り調べの様子を読んで怒るような人もおり、検察内での風当たりは強かったと振り返っている。
この用語に類似する表現としては他に「検察ファッショ（検察ファシズム）」、「人物破壊工作」がある。こちらは1934年（昭和9年）に起きた帝人事件において、検察の強権的捜査が強い政治的影響力を持つことを批判して用いられたものであり、通常、国策捜査よりは広い意味で使用されている。戦前の検察局は、判事懲戒法により裁判官に懲戒請求を行える立場にあり、さらに1932年から1940年の9年間、司法大臣はみな検察出身者であった（第35代小山松吉から第40代木村尚達まで）。
このため、いくつかの国策捜査は「平成版の帝人事件」、「第二の帝人事件」などと呼ばれることがある。
なお、国策捜査は、政府の具体的な指示・命令による捜査（法務大臣の指揮権発動ないし逆指揮権発動）としておこなわれる場合もあるが、そのような捜査だけを指すものではないので注意が必要である。むしろ、国策捜査には政府の関与がないことが普通である。一方で政治が絡んだ国策不捜査の例としてかんぽの宿のオリックスへの一括売却問題がある。2011年3月、民主党より特別背任未遂で告発を受けた東京地検特捜部は「売却条件に最も近い条件を提示したのがオリックス不動産で任務に反したとはいえない」として、嫌疑なし（不起訴）の判断を下した。
検察の問題点を指摘したりそれを批判するための言葉として用いられているが、「法令上の用語ではなく、定義があいまいな言葉だ」などとしつつ、この用語の使用に危惧を抱く人もいる。

## 批判の内容
本来、検察の役割は、事案の真相を究明し、それにもとづいて適正かつ迅速に刑罰法令を適用することである。にもかかわらず、そもそも、起訴する権限を独占している官僚たる検察官の集団で民主的基盤を欠く検察が、何らかの政治的意図や世論の風向きによって捜査をおこなうとすれば、それは権力の濫用ないしポピュリズムである。また、はじめから「訴追ありき」で、それにもとづいて事案を創作（いわゆる「でっち上げ」や、立件する基準の恣意的な操作など）するとすれば、それは不当な処罰や冤罪を招く恐れが強いばかりか検察の捜査能力を低下させることにもなる。
もっとも、政治的意図にもとづく捜査は検察が行政機関である以上、避けがたいものという者もいる。事実、第二次世界大戦後すぐから冷戦終結までの間、検察は警察同様、自由主義・資本主義体制を護持する役割を自任していた面すらある。東京・大阪の両特捜部を経験した田中森一にいたっては、「すべての捜査は国策捜査」であって、「捜査の結果、自民党政権から共産党政権になっては困るのである」とまで述べている。近年でも、住専事件においては、先に述べたように検察みずからが政治的意図にもとづく国策捜査を認めていた。西松建設事件・水谷建設事件及び政治資金団体における小沢一郎周辺への強制捜査についても、同様の政治的意図を疑う声がある。
このような政治的意図は、冷戦終結以降、その重要性が相対的に低下し、むしろ、捜査の劇場化傾向がより顕著になったといわれる。1990年代半ば以降は世論の動向にしたがって「悪者」を狙い撃ちで摘発しようとする傾向が強まるとともに、それまでは合法とされていた行為を検察が無理矢理に捜査・起訴する事例も相次いでいるとの指摘もある。ライブドア事件の堀江貴文については「万引きに死刑宣告」をするに等しいという批判があったほか、鈴木宗男事件の佐藤優についても「こんな形式犯で逮捕されるのなら公務員はみな逮捕」という驚きの声があがった。
批判を裏付けるかのように、異例の無罪判決が出ることも多い。住専事件の小林政雄および川辺剛、拓銀事件の佐藤茂、長銀事件の被告人全員については無罪判決が確定したほか、拓銀事件のその他被告人、安田事件の安田好弘、日歯連闇献金事件の村岡兼造について第一審で無罪判決が言い渡されている。中でも日歯連闇献金事件の判決では特捜検察による「訴追ありき」の捜査姿勢が痛烈に批判された。また、郵便不正事件においては、裁判を重ねるごとに検察側の供述調書が次々と覆され、被告人に無罪判決が出た。このため、郵便不正事件は民主党の大物国会議員をターゲットにした狙い撃ち捜査であったことが明らかになりつつある。

### 原因分析
検察の暴走を防ぐための制度的担保が事実上存在していないことが原因として指摘されている。
政治学者の中西輝政は、起訴する権限を独占している官僚たる検察官に対する民主主義的なチェック機構として法務大臣の指揮権発動があったのに、造船疑獄で佐藤栄作ら一部の「吉田学校」出の政治家を救うためにまったく正反対の趣旨（＝自由党政権を守る為の政治判断）で発動してしまったため制度自体の政治的正当性が失われてしまい、日本の民主主義にとって手痛い失敗だった、今では政治が検察に対し関心を持つことさえタブーになってしまったと指摘している。

## 主な反論
元東京地検特捜部副部長の堀田力は国策捜査批判の多くは誤解にもとづくものだとする。まず、堀田は、社会的地位の高い人物の摘発は、その人物と利益が相反する立場にある人物を結果的に利することがほとんどだとして、検察に特段の意図はないと主張する。また、捜査に無理があるとの批判についても、行政犯については取り締まりの必要性が時代の進展とともに変化するので、それに応じて検察が積極的に取り締まりをおこなうようになるのは当然だという。もっとも、時代に応じた取り締まりの必要性を判断するのは、本来は検察でなく立法機関たる国会の役割である。佐藤優は、政治家という「フォワード」がだらしないので、検察官という「ゴールキーパー」がどこでも手を使おうとする状況があるとして、罪刑法定主義や三権分立への違背を指摘している。
また、国策捜査といえども、最終的には裁判所で公正な裁判がおこなわれる建前なのだから、そのような批判はむしろ日本の裁判所ないし裁判制度全体の現状に向けられるべきものであるとの指摘もある。つまり、本来は一方の当事者に過ぎないはずの検察官が、99.9%が有罪と判決を下されてしまうという異常に高い有罪率になっている日本の裁判制度のもとで、訴追する/しないによって人の有罪/無罪を決定できてしまうということで、事実上の裁判官となってしまっている現状にこそ問題があるというのである。加えて、最大の情報源たる検察を批判できないマスメディアが、被疑者・被告人の有罪を前提に、一方的かつ情緒的な一極集中報道で世論をミスリードすることの責任を指摘する声も大きい。もっとも、そのような裁判をめぐる諸々の現状すら、検察がみずから招いた側面があるという主張も一部にみられる。

## 解決策
中西輝政は「政治に完全な清潔を求めるのは不可能であり危険でもある、かといって、政治の腐敗を容認してしまえば国民の信頼を失う、この問題は日本だけでなく先進民主主義国が長年にわたって苦しめられた問題である」と指摘している。中西はアメリカとイギリスは検察ファッショを防ぐ手法を持っていることを紹介している。
アメリカでは、重大な立法府のスキャンダルが発生した場合、特別検察官が任命され議会から犯罪捜査が行われる。ウォーターゲート事件では大統領のリチャード・ニクソンが議会証人喚問においての証拠提出要求を拒否するように特別検察官であるアーチボルド・コックスに命令するがコックスはこれを拒否。ニクソンは「コックスを特別検察官から解雇すること」をエリオット・リチャードソン司法長官に求めた。リチャードソンはこれを拒否し、抗議して辞職。ニクソンは次にウィリアム・ラッケルズハウス司法副長官に同じ要求をするが、彼もこれを拒み、辞職。さらにニクソンは訟務長官であったロバート・ボークを司法長官代理（リチャードソン辞職に伴い）に任命し、コックスを解任するよう命じやっとコックスを解任した。その後ニクソンはFBIを動員し、特別検察官、司法長官、司法副長官の執務室を封鎖させ（事件の書類も差し押さえられた）、特別連邦検察局を廃止し、事件の調査に関する全ての権限を司法省に移すと発表した。これに激怒した国民の世論に対応して議会は大統領解任決議を提出。ニクソンは大統領職を解任される前に辞任する。自動的に大統領に就任したジェラルド・R・フォード副大統領は大統領権限によりニクソンに恩赦を与えたため次の大統領選挙で敗北する。
イギリスでは、国家的に重大な意味をもつ疑獄やスキャンダルでは、議会が調査や裁判を行うことができ、18世紀には大法官のトマス・パーカーやインド総督のウォーレン・ヘースティングズが裁判にかかった。大法官は貴族院が、インド総督は7年間の調査後に庶民院が有罪の判決をした。
イギリス司法が政治家を検挙した場合は、長期裁判でうやむやにしてしまう手法が使われることがある。1913年に起きたマルコーニ事件では自由党の政治家を中心に多数の政治家が収賄の嫌疑をかけられ、そのなかには後の首相のデビッド・ロイド・ジョージやウィンストン・チャーチルもいた。もし、彼らが起訴され有罪となっていたら、チャーチルが第二次世界大戦を指導することはなかっただろうし、第一次世界大戦の趨勢もどうなっていたかわからず、イギリスの20世紀はかなり違っていたであろうと中西は指摘している。イギリスは独特な階級社会のため、司法界にも政界にもそれぞれの立場をこえた「国家の統治意識」というエリート的な意識が共有されていたから、イギリスの司法界のトップは同国全体のためにジョージやチャーチルに再起不能な罪を科すことは望ましくないと考え、裁判を不自然に長引かせて情勢の変化を待つという判断を下した。判決が下されたころには第一次世界大戦が勃発しており、時代の文脈が一変していた。主な政治家は証拠不十分で無罪となり、一般の国民は事件のことは忘れてしまっていたという。

## 主な存在論者
存在論者とその文献。
- 池上彰『池上彰の政治の学校』
- 植草一秀『日本の独立』
- 森裕子『検察の罠』
- 山崎行太郎『最高裁の罠』
- 佐藤優『国家の罠：外務省のラスプーチンと呼ばれて』『獄中記』
- 青木理『国策捜査―暴走する特捜検察と餌食にされた人たち』
- 秋元司『事実無根: 私はこうして特捜に嵌められた』
- 佐藤栄佐久『知事抹殺 つくられた福島県汚職事件』
- 平野貞夫『小沢一郎　完全無罪　「特高検察」が犯した7つの大罪』